# Federació Catalana de Golf
La Federació Catalana de Golf és l'organisme rector de pràctica del golf a Catalunya. Forma part de la Unió de Federacions Esportives de Catalunya.

## Història
El precedent de la federació el trobem en la Federació Catalano-Balear de Golf que va estar presidida per Ignasi Macaya fins que el 17 de juliol de 1968, es va constituir la Federació Catalana de Golf a la seu del Reial Club de Golf del Prat. Els sis clubs que formaven part d'aquella primera Federació Catalana van ser el Club de Golf Sant Cugat, Club de Golf Terramar, Club de Golf Cerdanya, Club de Golf Llavaneres (que s'havia fundat el 1945), Club de Golf el Prat i Club de Golf Pals (fundat el 1966). Els primers objectius, després d'elaborar els seus estatuts, van ser el foment de les llicències, l'establiment del calendari de competicions i la promoció del golf femení.
Un any abans, el 1967, havia nascut el Gran Premi de Catalunya, més conegut com l'Hexagonal, un torneig que havien creat els sis clubs que van constituir la federació per poder jugar una competició en tots els camps catalans i fomentar així la comunicació i la relació entre ells.
A principis dels anys vuitanta es va fer el traspàs de les competències de la Federació Espanyola a les autonòmiques una vegada acabada la transició democràtica i creada la Direcció General de l'Esport de la Generalitat de Catalunya. Es va posar en marxa el Trofeu Pucci Lepori, que representà l'inici de la promoció del golf femení de club, després es va crear el programa Albatros dirigit als joves professionals que comencen a despuntar i la federació va viure un important increment de llicències.
El 1994 es va construir el primer camp de golf públic de Catalunya, el Golf Can Sant Joan de Sant Cugat del Vallès (1994), dissenyat per Severiano Ballesteros, entre els termes municipals de Sant Cugat del Vallès i Rubí, impulsat per la Federació Espanyola, amb el suport de la Catalana i finançat pel Consejo Superior de Deportes, la Generalitat de Catalunya i l'Institut Català del Sol, però la federació va renunciar al dret de superfície d’aquests terrenys en 2018.
La Federació Espanyola juntament amb la Federació Catalana i altres federacions territorials, ha desenvolupat el Programa de formació “Golf a les escoles” que ha agrupat el coneixement i experiències d'altres països, com EUA, Irlanda i Anglaterra, i està inspirat en el programa de formació TPI (Titleist Performance Institute) que pretén donar a conèixer el golf entre els joves escolars catalans a través de les classes d'Educació Física i guanyar nous practicants. Publica les revistes digitals Fcgolf i Golf a les escoles.

## Presidents

### Ignasi Macaya Salvadó-Prim(1947-1970)
Va ser el màxim responsable del golf català des de 1947 com a president de la delegació regional de la Federació Espanyola a Catalunya i president de la Federació Catalano-Balear i va ser el primer president de la Federació Catalana de Golf quan va ser constituïda l'any 1968.

### Marc Viladomiu Piera (1970-1974)
Després de jugar a futbol i tennis, va descobrir el golf de la mà del seu oncle, Marcos Viladomiu Portabella, un destacat jugador de la primera època d'aquest esport a Catalunya. Va ingressar a la federació com a vocal l'any 1968 i quan Ignasi Macaya va deixar el càrrec el 1970 el va substituir. Va ser elegit pels seus companys de Junta a principis de juny de 1970 i, després que la Dirección Nacional de Educación Física y Desportes el ratifiqués en el càrrec, va prendre possessió. Era soci dels clubs de Golf Sant Cugat, Terramar, Costa Brava i del Prat.

### Santiago Fisas Mulleras(1974-1985)
Va ser elegit president el mes de novembre de 1974, va ser reelegit sense oposició el 1981 i el març de 1985 va dimitir i va acceptar el càrrec de vicepresident de l'Espanyola sota la presidència de Luis Figueras-Dotti. Durant la seva etapa al front del golf català, el 1982 la federació va obtenir la categoria d'entitat jurídica pròpia. Després de deixar la presidència de la Federació Catalana, a finals dels 80 es va convertir en un dels socis fundadors de l'Empordà Golf Ressort.

### Pere Cuatrecasas Sabata(1985-1995)
Practicant de l'esquí, el tennis i l'hípica durant la seva joventut i des de 1974 president del Club de Golf Vallromanes, va ser elegit president de la Federació Catalana de Golf per unanimitat, com a únic candidat, el 25 de març de 1985. Soci dels clubs del Prat, Sant Cugat, Llavaneres i Vallromanes, va viure durant el seu mandat un important ‘boom’ del golf al nostre país, amb un augment de llicències i camps, entre ells el de Can Sant Joan.

### Carlos Rosal Bertrand (1995-2005)
Va estar deu anys a la presidència de la federació després d'ocupar diferents càrrecs des de 1984, entre ells la vicepresidència des de 1986. Durant el seu mandat es va incrementar més del 200% el nombre de jugadors, arribant a la xifra de 45.000 i passant a ser el quart esport en nombre de llicències. També es va incrementar el nombre de camps, arribant a trenta-nou instal·lacions i posant-se definitivament en marxa el camp públic de Can Sant Joan de Rubí. Sent president, la Junta Directiva de la FCG va publicar el 2001 el Llibre Blanc del Golf per tal de desmitificar els prejudicis que hi havia en contra d'aquest esport i les acusacions que rebia d'elitista i poc respectuós amb el medi ambient, i també va ser un dels responsables de la creació de l'Escola Catalana de Golf, que per mitjà del programa ‘Albatros' es proposava ajudar els joves esportistes.

### Albert Duran Biosca (2005-2017)
Va entrar a la Junta directiva com a vicepresident primer de la Federació (2003-2004) durant el mandat de Carlos Rosal. La seva vinculació amb càrrecs directius del golf va començar l'any 1987, quan va entrar a formar part de la junta del Club de Golf Vallromanes fins al 1991, càrrec que va compaginar amb el de vicepresident de la mateixa entitat fins al 1995, quan va ser elegit president del club fins al 2003. Reelegit el 2009, es va fixar com a el repte de millorar l'explotació del camp públic de Can Sant Joan i fomentar la creació de més camps a Catalunya, especialment prop de les zones més poblades, que és on resideixen el 80 per cent dels jugadors amb llicència.

### Ramon Nogué Audinis (2017-)
Jugador d'hoquei patins a Sant Hipòlit de Voltregà, va ser internacional amb la Selecció Espanyola en 186 ocasions. Amb el Voltregà va aconseguir 3 Lligues, 4 Copes d'Espanya i 3 Copes d'Europa de clubs, i amb la selecció nacional un Campionat d'Europa, 6 Copes de les Nacions de Montreux i 4 Campionats del Món. Com a dirigent va ser vocal de junta del Club Tennis Vic el 1978, vicepresident de la Confédération Eurpéenne Rolling Skating del 1980 al 1984, membre de la Junta Directiva del Real Club Deportivo Español als anys 80, vocal de junta de la Unió Esportiva Vic el 1988 i president del Montanyà Golf de 1995 al 2016. Del 2003 al 2005 va ser vocal de la Junta Directiva de la Federació Catalana de Golf, quan passa a ser vicepresident primer de relacions institucionals. El 2017 va començar el seu mandat com a president.